# Île Yam
Pour les articles homonymes, voir Yam.
L'Île Yam, également appelé Yama ou Iama dans la langue Kulkalgau Ya ou « île à dos de tortue » en anglais, est une île du groupe des îles Bourke au centre de l’archipel des îles du détroit de Torrès. Elle se trouve dans le passage Tancred du détroit de Torrès, à 65 kilomètres de la côte sud de la Papouasie-Nouvelle-Guinée à 95 kilomètres de la côte nord de l'Australie, et à environ 100 kilomètres au nord-est de l’île Thursday.
D’un point de vue administratif, elle fait partie des Îles centrales, une région insulaire située dans le district des îles du détroit de Torrès, dans l’État du Queensland en Australie.
Sa langue indigène est le Kulkalgau Ya, un dialecte de la langue occidentale-centrale du détroit de Torrès, le Kalaw Lagaw Ya.

## Géographie
L’île est vallonnée, d’une superficie de 173 hectares (environ 2 kilomètres carrés) et entourée d’un récif corallien. Selon le recensement de 2016, l’île Yam avait une population de 319 personnes.
La seule agglomération, également appelée Yam Island, se trouve sur la côte nord-ouest (9.8994° S 142.7691° E).
L’aérodrome de Yam Island a été aménagé au centre de l’île, dans le nord de la localité (9.8993° S 142.7745° E). ll possède une piste de 800 mètres de long pour les petits avions. 